# Josep Poblet i Tous
Josep Poblet i Tous (Vila-seca, 2 d'octubre de 1956) és un polític català, llicenciat en geografia i història a Tarragona per la Universitat de Barcelona. Alcalde de Vila-seca des del 1993 fins a 2019, president de la Diputació de Tarragona de 2007 a 2019, i diputat al Parlament de Catalunya en la VII i IX legislatures.

## Biografia

### Activitat social i política
1967: 1r. premi del Concurs Literari convocat amb motiu del 75è aniversari del Centre Catòlic de Vila-seca, als onze anys.
Monitor d'activitats d'esplai, catequesi i colònies d'estiu durant molts anys a la Parròquia de Sant Esteve de Vila-seca.
Impulsor de diverses iniciatives de caràcter juvenil, cultural i formatiu.
1972: Membre fundador de l'Agrupació Cultural de Vila-seca i Salou, de la que en fou president de 1980 a 1984.
Durant l'etapa universitària, delegat de curs en diverses ocasions.
1974-1979: Fundador i membre actiu del Moviment Universitari d'Estudiants Cristians.
1976: Coopera en l'organització de la Marxa de la Llibertat.
Participant en la lluita per les conquestes socials i polítiques, per la llibertat, l'autonomia i en contra la pena de mort.
1987: S'inicia com a militant de Convergència Democràtica de Catalunya, al mateix temps que s'incorpora a la llista electoral de les Eleccions Municipals de Vila-seca i Salou.
1996-1998: President de la Federació Intercomarcal de Tarragona de Convergència Democràtica de Catalunya, membre del Comitè Executiu Nacional i del Consell Nacional.
1996-2000: Conseller Nacional de Convergència Democràtica de Catalunya.
2003-2016: Conseller Nacional de Convergència Democràtica de Catalunya.
2011-2016: Membre del Secretariat Permanent, del Comitè Executiu i del Consell Nacional de Convergència Democràtica de Catalunya.
2016: Des de juliol d'aquest any milita al Partit Demòcrata Europeu Català – PDeCAT, del que n'és membre del Comitè Executiu Nacional i del Consell Nacional.

### Responsabilitats públiques
1987-1989: 2n. Tinent d'Alcalde i Regidor delegat d'Urbanisme de l'Ajuntament de Vila-seca i Salou.
1987: Membre de la Mancomunitat Intermunicipal de RSU, fins a l'actualitat.
1988-1989: Vicepresident 2n. del Consell Comarcal del Tarragonès.
1989-1991: 1r. Tinent d'Alcalde i Regidor Delegat d'Urbanisme i Medi Ambient de l'Ajuntament de Vila-seca.
1990-1991: Vicepresident 1r. del Consell Comarcal del Tarragonès.
1991-1992: 1r. Tinent d'Alcalde i Regidor Delegat d'Urbanisme i Medi Ambient de l'Ajuntament de Vila-seca.
22.12.1992-14.1.1993: Alcalde en funcions de l'Ajuntament de Vila-seca.
15.1.1993: Elegit alcalde de Vila-seca i reelegit successivament a les Eleccions Municipals de 1995, 1999, 2003, 2007, 2011 i 2015.
1993: S'incorpora al Consell d'Administració de l'Autoritat Portuària de Tarragona, càrrec que exerceix ininterrompudament fins a l'actualitat.
1993: Vicepresident del Consorci Intermunicipal del Centre Recreatiu i Turístic de Vila-seca, Salou i la Generalitat de Catalunya, fins a l'actualitat.
1993-2004: Diputat a la Diputació de Tarragona.
1999-2004: Membre del Consell Social de la Universitat Rovira i Virgili per designació del Parlament de Catalunya.
2003-2006: Diputat al Parlament de Catalunya de la 7a legislatura.
2007: És elegit President de la Diputació de Tarragona, càrrec que renova al 2011 i al 2015.
2007: Vicepresident de l'Associació Catalana de Municipis, fins a l'actualitat.
2007: Membre del Consell Social de Universitat Rovira i Virgili per designació dels municipis universitaris del Camp de Tarragona i de les Terres de l'Ebre, renovat successivament fins a l'actualitat.
2010-2011: Diputat al Parlament de Catalunya de la 9a legislatura.
2012: Membre de la Comissió Permanent del Consell de Governs Locals de Catalunya.
2013: Membre constitutiu del Pacte Nacional pel Dret a Decidir.
2014: Vicepresident de la Fundació del Parc Científic de Turisme i Oci de Catalunya.
2016: Membre constitutiu del Pacte Nacional pel Referèndum.

### Publicacions
- Poblet Tous, Josep. El dau del temps. Barcelona. Clementine Books, SL. 2015.
- Giono, Jean. L'home que plantava arbres. Presentació de Josep Poblet i Tous. Barcelona. Viena. 2011.
- Articles diversos en publicacions locals, comarcals i nacionals.
- Conferències relacionades amb les responsabilitats públiques.
- Treballs de recerca històrica en els Departament de Geografia i d'Història Moderna i Contemporània de la Universitat de Barcelona, a Tarragona.

### Reconeixements
- Medalla d'Argent de la Creu Roja.
- Medalla d'Or de la Casa d'Andalusia de Tarragona i comarques, 1994.
- Arada d'Or del Col·legi d'Enginyers Agrònoms de Catalunya, 2012.
- Soci d'Honor de la Asociación Cultural i Folklórica Andaluza a Tarragona, 2014.